# Rubus fruticosus
La zarzamora (Rubus fruticosus)  es una especie de planta perteneciente a la familia de las rosáceas. Es originaria de Europa, Asia y Norte de África.

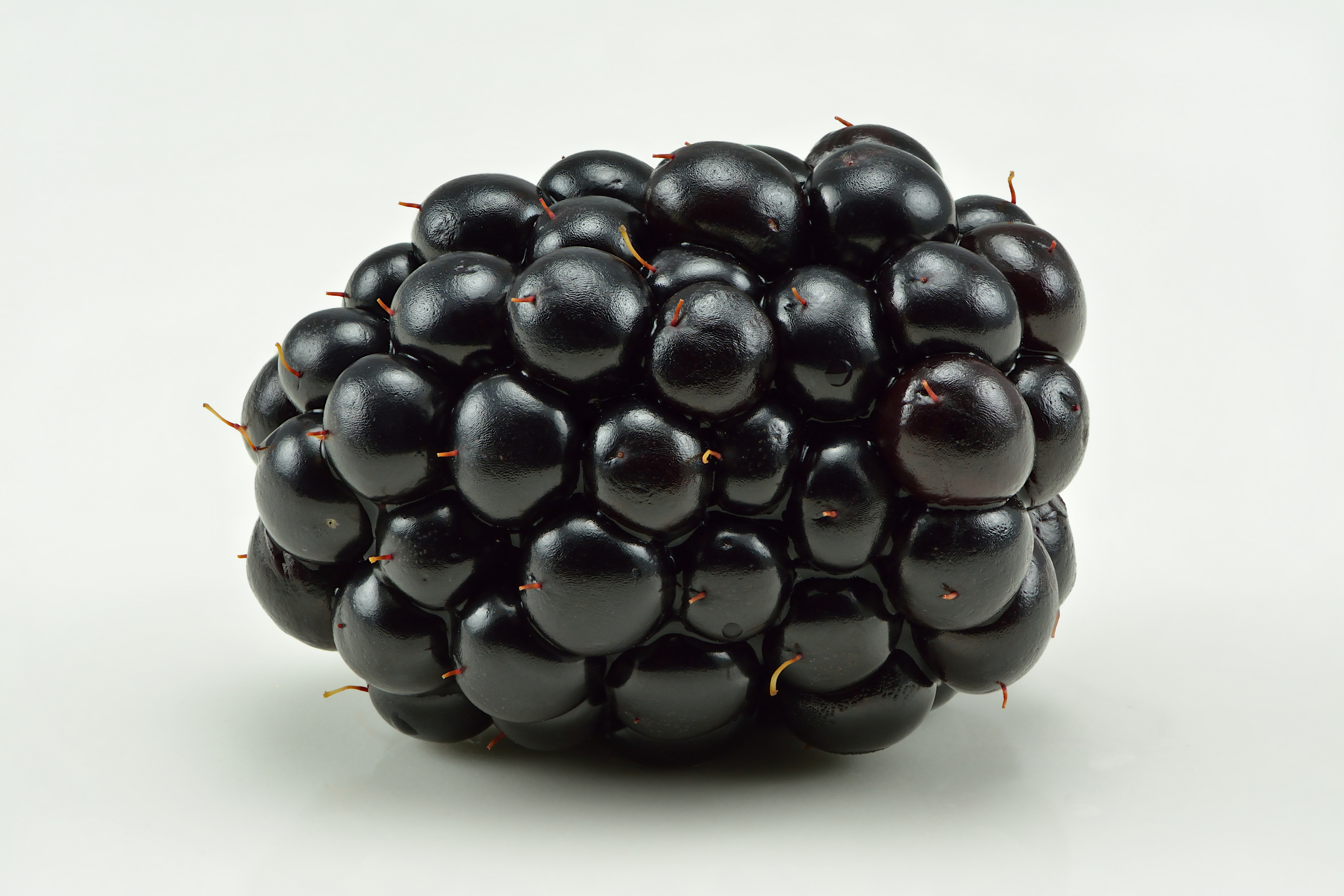
Fruto.

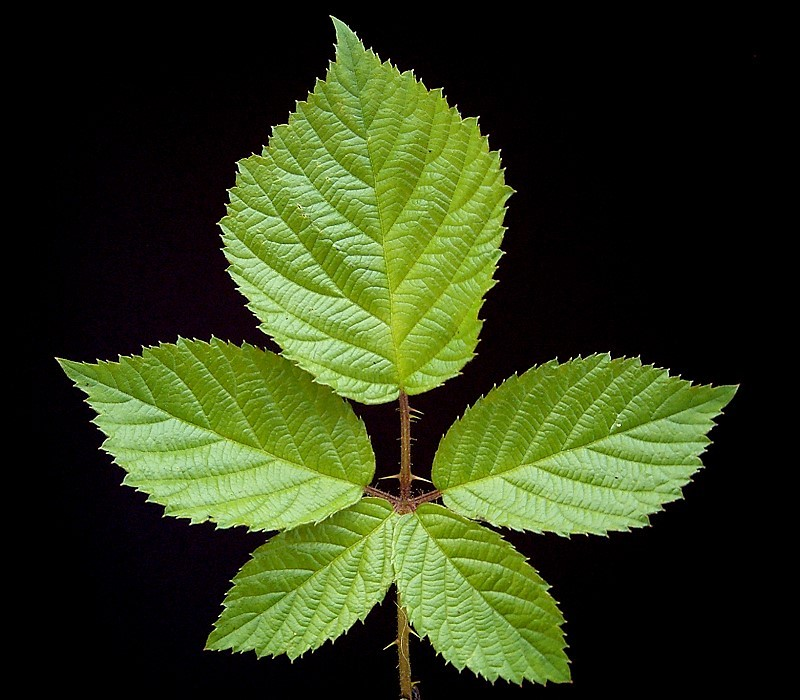
Hojas.

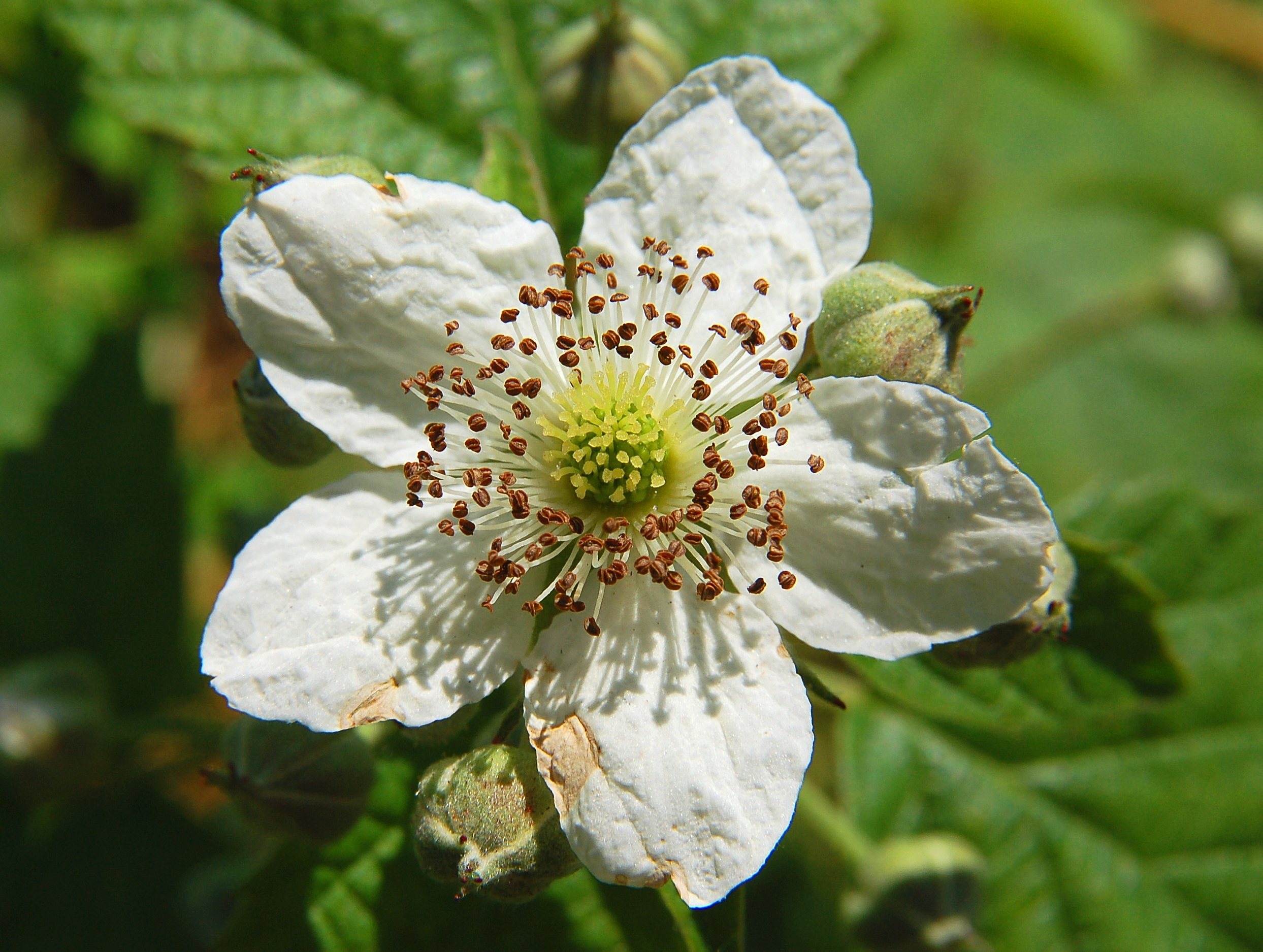
Flor.

## Descripción
Es una planta vivaz, leñosa y muy invasiva, con largos tallos flexibles llenos de espinas. Las hojas son pinnadas y se dividen en foliolos ovales, dentados, pubescentes por la parte inferior; están cubiertas de finas espinas, especialmente por la nervadura media. Las flores son de color blanco o rosado y se agrupan en racimos terminales. El fruto, denominado mora, es compuesto y globuloso. Los diversos colores que adopta determinan el grado de maduración (verde, rojo y negro, respectivamente). La planta presenta al mismo tiempo la floración y los diversos grados de maduración del fruto, hecho inusual en otras plantas.

## Propiedades
Se utilizan las hojas, los botones florales, los frutos y, en menor medida, la raíz.

### Virtudes medicinales
Por su alto contenido de taninos, su principal efecto es el astringente, por lo que se recomienda en el tratamiento de la diarrea. En forma de gargarismo es útil en las úlceras aftosas de la mucosa bucal y como tratamiento complementario de la amigdalitis y la faringitis.

### Principios activos
- Ácidos orgánicos: se encuentran en los frutos y son el isocítrico, el succínico, el oxálico, el málico y el láctico.
- Vitaminas: se encuentran en los frutos y son la vitamina C y el ácido fólico.
- Pigmentos: se encuentran en los frutos, son antocianinas (posiblemente crisantemina).
- Las hojas contienen una gran cantidad de taninos (4-15%), pectina (1,2%), además de hidroquinonas, como la arbutina, inositol e indicios de aceite esencial.[1]

### Preparaciones
- Infusión: vía interna, se emplea de seis a diez gramos por litro, por vía externa diez veces esa cantidad, o sea, cien gramos por litro.
- Macerados gliceriinados: cincuenta gotas, tres veces al día.
- Vinagre de moras: se pone un kilo de zarzamoras limpias en un cacharro de cerámica. Se cubre con vinagre de sidra o de vino de poca graduación, y se deja macerar durante tres días, removiendo una vez al día. Finalmente, se filtra con presión. Se calcula el líquido obtenido y se añaden 150 cc de azúcar por cada medio litro de líquido. Posteriormente, se hierve suavemente durante cinco a seis minutos. Se deja enfriar y se conserva en botellas bien cerradas. Se tomará una cucharadita de postre disuelta en una taza de agua o de tisana. Se recomienda como tónico antianémico.[1]

## Taxonomía
Sinónima
- Rubus bergii Eckl. & Zeyh.
- Rubus fruticosus Eckl. & Zeyh.
- Rubus myrianthus Baker[2][n. 1]

## Nombre común
- Artos, cambrón, zarza común.[3]
- Castellano: Zarza, mora, zarzamora.[1]